# Gunnil Snälla
Gunnil Snälla är en hjältinna i mellannorrländsk berättartradition som i sagorna gjort sig känd för sin styrka, vishet och trolldomskonst. Ständigt återkommande inslag är också hennes goda inställning till kristendomen.

## Historia
Gunnil Snälla omnämns första gången i en gränshandling daterad till 1200-talet, som Gunilldr sniælla, där hon tvistar med mannen Arne Ille tiden kort efter traktens kristnande.

## Egenskaper

### Trolldomskonst
Gunnil Snälla ska, efter att ha blivit fördriven från sina ägor i södra Ångermanland, ha sökt sig till fjällmarkerna norr om Ångermanland och Jämtland. Där vistades hon hos samerna och lärde sig av dem trolldomskonsten.

### Stryka
Flera upptecknare av sagorna om Gunnil nämner hennes styrka som kännetecknande. I en av sagorna omnämns hur hon åkt för att köpa kyrkklocka och efter betalning utan ansträngning plockar upp klockan med handen och ger sig av igen.

### Älg
Med sig i sagorna har Gunnil ofta en tam älg som hon rider på. Älgen beskrivs vara mycket stor och har en mindre kyrkklocka till bjällra runt halsen. Älgen rider hon på i de olika kapplöpningssagorna mellan henne och en skidåkande same.